# مرکز فرهنگی ژان ماری تیجیبائو
مرکز فرهنگی ژان ماری تیجیبائو (به فرانسوی: Jean-Marie Tjibaou Cultural Centre) در نومئا در کالدونیای جدید توسط رنزو پیانو در سال ۱۹۹۱ طراحی شد و در سال‌های ۱۹۹۳ تا ۱۹۹۸ ساخته شد.
پروژه ژان ماری با طبیعت مانوس است یعنی بدون حضور نور خورشید که لطافت ساختارهای چوبی را باز می‌تاباند و بدون صنوبر بلند و ستون مانند که معیاری برای ارتفاع پوسته‌های وسیع ساختمان محسوب می‌شود و بدون بادی که از میان این عناصر می‌وزد و انعطاف‌پذیری و استحکام چوب را یادآوری می‌کند، شناخت و درک کامل مکان و فضای خلق شده در این پروژه، غیرممکن می‌شود.
مرکزفرهنگی جان ماری تیجیبائو که درمنطقه کم عرض و باریک تینو پنینسولا تقریباً در ۸ کیلومتری شمال شرقی مرکزتاریخی نومیا پایتخت نیوکالدونیا قرار دارد بنایی است برای احراز استقلالی که مردم کاناک بدنبال مناقشه‌های سیاسی با حکومت فرانسه جستجومی‌کردند. این بنا در واقع برای بزگداشت فرهنگ بومی کاناک که فرهنگ نهادی نیوکالدونیا است ساخته شده‌است. این مرکز فرهنگی در سال ۱۹۹۸ افتتاح و به وسیلهٔ معمار ایتالیایی رنزو پیانو طراحی شده. این مرکز جان ماری تیجیبائونام گرفت. نامی که متعلق به رهبر جنبش استقلال این منطقه بود و در سال ۱۹۸۹ کشته شد وایده تأسیس یک مرکز فرهنگی را که ترکیبی از میراث زبان و هنر مردم کاناک باشد در ذهن داشت.
پیانو در حقیقت شیوهٔ سنتی ساختمان‌سازی کاناک را با خلاقیت بسیار با معماری مدرن جهانی ترکیب نموده‌است. این بنا با نمای محوری انحنادار ومنظم با ۲۵۰متر (۸۲۰ فوت) بلندی در سر ستیغ شامل ۱۰ کیس یا پاویلیون بزرگ همه با ابعاد مختلف است و بر اساس کلبه‌های معروف (گرند هات) سنتی کاناک طراحی شده‌اند. این بنا با منظره‌های که باز الهام گرفته از المان‌های یا نمادهای سنتی کاناک می‌باشد احاطه شده. ماری کلود تیجیبائو بیوه جان ماری تیجیبائو و رهبر فعلی سازمان توسعه فرهنگی کاناک اظهار دارد "ما اهالی کاناک این بنا را نماد روح مبارزات طولانی برای تشخیص هویتمان می دانیم. این بنا نشان قدرتمند اعاده و استرداد فرهنگ و استقلال ما از فرانسه می‌باشد".

## تاریخچه و معرفی سایت مجموعه

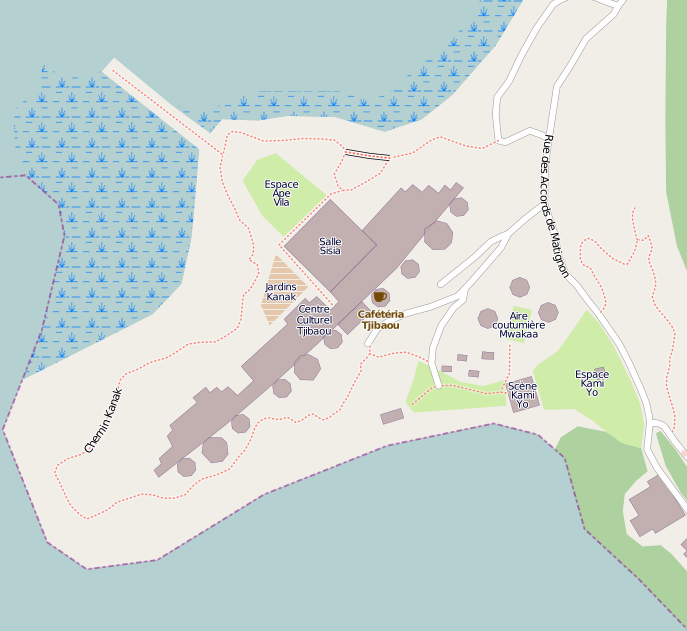
مکان مجموعه

جزیرهٔ کالدونیای جدید در جنوب اقیانوس آرام قرار دارد. این جزیره از اوایل قرن ۱۹ میلادی تاکنون یکی از (املاک) کشور فرانسه می‌باشد.
فرانسوی‌ها به خاطر نیکل (کالدونیای جدید ۲۵ درصد ذخایر نیکل را دارا می‌باشند.) این جزیره را تسخیر کرده‌اند که امروز سومین تأمین‌کننده نیکل دنیا می‌باشد. مناظر کوهستانی و جنگلی این جزیره بسیار دست نخورده می‌باشد، عمده دلیل آن احترامی خاصی که مردم بومی به طبیعت قائلند و دیگری آنکه کاناک‌ها برای زندگی کلبه‌های کوچکی داشتند که با چوب و مصالح برخی ساخته و پس از فوت صاحبانشان تخریب و دوباره به چرخه طبیعت باز می‌گشت.
استعمار مانع رشد و پیشرفت این جزیره در تمام زمینه شده‌است. از مجموعه جمعیت ۲۲۰۰۰۰ نفری تنها ۴۵ درصد کاناک می‌باشند، ۳۵درصد اروپایی مخصوصاً فرانسه، ۱۵ درصد آسیایی و سایر مردم نقاط اقیانوس آرام.
کاناک‌ها بین سال‌های ۱۹۸۴تا۱۹۸۸ به رهبری ژان ماری تیجیبائو برای استقلال کشورشان تلاش زیادی کرده‌اند اما به نتیجه‌ای نرسیده‌اند و به عهدنامهٔ متیگنا منتهی شد. وقتی که توافقنامه ماتیگنون بین نمایندگان فرانسه و نیو کالادونیا امضا شد تیجیبائو رهبر جنبش استقلال طلب کاناک طرح افتتاح سازمان توسعه فرهنگی کاناک را با اهداف ترویج میراث زبان‌شناسی و باستان‌شناسی عنوان می‌کند و صنایع دستی و هنر را در سرتاسر ناحیه تشویق نموده و طراحی را تکامل و تحول داده و فعالیت‌های تحقیقی را مدیریت و رسیدگی می‌نماید. تجیبائو توسط کاناک‌های افراطی در سال ۱۹۸۹ ترور شدند، پس از این حادثه دولت فرانسه با رئیس‌جمهوری میتران مرکز فرهنگی با نام تجیبائو را برای ساخت در دستور کار خود قرار داد.
این برنامه‌ها بعد از کشته شدن تیجیبائو برای تسکین احساسات محلی به اجرا درآمد. رئیس‌جمهور فرانسه دستور داد که مرکز فرهنگی به همان ترتیبی که تیجیبائو پیشنهاد کرده بود در نوومیا ساخته شود. مرکز فرهنگی تیجیبائو که فرهنگ کاناک و هویت آن را می‌شناسا ند به‌طور رسمی در ماه مه ۱۹۹۸ تأسیس شد اگر چه تاریخ آن به سال ۱۹۹۱ که انجام رقابت برای طراحی این بنا بود نیز می‌رسد که در این رقابت طراحی به رنزو پیانو محول و در طی سال‌ها ی ۱۹۹۸-۱۹۹۳ ساخته شد. مدیر فرهنگی افتتاحیه امانول کاسرو و سرپرست موزه سوسان کوچران بود. پروژه به دلیل عظمت جالب توجه و بحث بر انگیز بود.

## موقعیت جغرافیایی

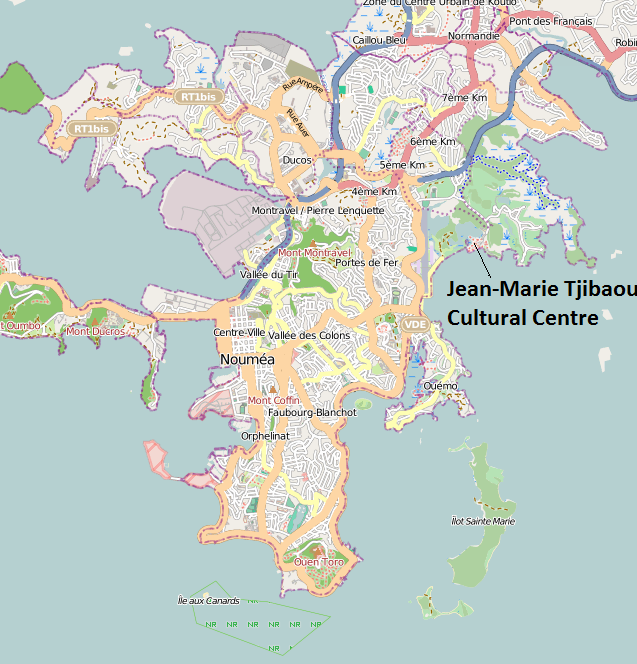
مرکز فرهنگی ژان ماری تیجیبائو طبق نقشه

جزایر کالدونیای جدید به وسعت ۱۸،۵۷۵ کیلومتر مربع وجمعیتی حدود ۲۱۶،۰۰۰ نفر درآب‌های غربی اقیانوس آرام و در ۱،۵۰۰ کیلومتری کرانه‌های خاوری استرالیا جای دارد. مرکز آن نومئا است. این جزایر آتشفشانی و تقریباً کوهستانی هستند. پوینده انگلیسی در سال ۱۷۷۴آن را به علت شباهتش بامناظر کالدونیا دراسکاتلند ”کالدونیای جدید ” نامید.
اقلیم این منطقه گرم و مرطوب و پرباران است و خاک آن مناسب کشاورزی است. جزایر آن پوشش گیاهی انبوهی دارند. طرح پروژه از شکل محل وبرجستگی آن گرفته شده‌است. طرح در طول یک ستون فقرات امتداد می‌یابد که تیغه تاج شبه جزیره را دنبال می‌کند.
جاده سبب انسجام مجموعه می‌شود. بناها دردوطرف درسه گروه ساختمان قراردارند. بی‌آنکه تقارن خاصی داشته باشند. وباغهایی آن‌ها راازهم جدا می‌کند. طول جاده ۲۳۰متر است. دریک طرف ساخت وسازهای کوتاه به نرمی به طرف تالاب پائین می‌روند. درطرف دیگر دربرابر بادهای مداوم شرقی بناهای بلندی می‌بینیم که استعاره بصری مسکن سنتی کاناک را به نمایش می‌گذارند.
محل قرارگیری پروژه را تاج جزیره انتخاب کردند. سایت انتخابی بنا در شبه جزیره تینا در قسمت جنوب شرقی پایتخت کالدونیای جدید یعنی نومئا می‌باشد که نزدیک به ۴۱ درصد جمعیت آن دست نخورده باقی مانده‌است.
اگر چه سازمان ای دی سی کی (سازمان گسترش فرهنگی کاناک) بنا داشت که این مرکز فرهنگی را در قلب شهر بنا کند تا ادعایی باشد در شهری که گویا تحت تأثیر فرانسه بوده اما سرزمینی که برای این منظور تخصیص داده شد بین خلیج و مرداب واقع شده. قسمت رو به مرداب این منطقه از درختچه‌ها ی حاره‌ایی و گیاه کرنا و چندل در کناره‌های آب تشکیل شده‌است. پیش از این انواع درختان دیگران منطقه را پو شانده بود ند. یک مسیر قدم زنی و راه رفتن در طول مرکز این منطقه از پنینسولا وجود داشت. ستیغی که جداکنندهٔ این منطقه از دریا بوده و اکولوژی این نقطه را در قسمت خلیجی ایجاد می‌کرده دستخوش بادهای شدید شرقی شده‌است. گرما ی شدید خورشید نیمه حاره‌ای عامل دیگری می‌باشد که تأثیر بر روی طراحی این ساختمان داشته‌است.

## ایده طراحی
طرح ساختمان در طول منطقه‌ای به مساحت ۵۵۰/۸ متر مربع از منطقه قدیمی گسترده شده تا ارتباطی میان مناظر طبیعی و ساختارهای بنا شده در سنت کاناک باشد.
مردم مدت‌ها از مناظر و چشم‌اندازهای طبیعی و زیستگاه کوه‌ها و دره‌ها دور شده بودند و هر طرحی که برای مرکز هنری پیشنهاد شد می‌بایست این دیدگاه را منعکس می سا خت. بنابراین هدف طراحی همانگونه که معمار پیانوبیان نمود " ساختمانی بی‌نظیر برای خلق یک سمبل" بود. " یک مرکز فرهنگی که به تمدن کاناک" اختصاص داده شود. "جایی که این تمدن به خارجی‌ها عرضه شود و در خاطرات انان ماندگار بماند و به نسلهای بعد انتقال یابد".
رنزو پیانو بعد از گفتگو و مذاکرات بسیار و با همکاری آلبان بنسا و پاول وینسنت که مردم‌شناسان به نام و مشهور فرهنگ کاناک بودند مدل نهایی و طرح تکامل یافته‌ای در کارگاه ساختمانی مجهزی که به این کار تخصیص داده شده بود ارائه داد.
هدف از این طرح رنزو پیانو به نمایش گذاشتن فرهنگ کاناک که در تمام منطقهٔ نیوکالدونیا غالب است و نشان دهنده نیاز و علاقه شدید او به بازاندیشی و بر انگیختن فرهنگ انسانی به‌طور پیوسته و به شکل‌های مختلف است.
هم چنین درپروژه مرکز فرهنگی تجیبائو که قراربود سمبل استقلال قوم کاناک باشد، طبیعتاً رجوع به سنت بومی پیش نیاز مهمی بود. این پروژه بیان
کننده بینشی عمیق نسبت به امکانات و توانائی‌های معماری معاصر و چگونگی ترکیب آن با جزئیات و ریزه کاری‌های تمدن و فرهنگ بومی منطقه است.
همچنین این پروژه قادر است علاوه بر تفکری گم شده در زمان، باززنده‌سازی اندیشه‌های کهن یک قوم برای ایجاد رابطه با محیط طبیعی اطرافش را نیز به خوبی به تصویر بکشاند.
آلبان بنسا کارشناس نژادشناسی که مدتی بین کاناک‌ها زندگی کرده بود به عنوان مشاور طراحی اطلاعات لازم از قبیل فرهنگ، نحوه زندگی و ساخت بناهای روستایی کاناک را برای رنزو پیانو شرح می‌دهد. در این جزیره ۵ منطقه مقدس برای کاناک‌ها وجود دارد که از خلق، تجدید حیات می‌باشد.
- منطقه اول، اولین سنگ در میان دریاچه‌ای از نیلوفر قرار دارد، نام این سنگ ((دندان ما)) می‌باشد. که پس از زمین افتادن منجر به خلق مردم کاناک شده‌است.
- منطقه دوم، سنگ دوم در تراس‌های آبیاری شونده قرار دارد که در این محل کشاوزی به روش سنتی انجام می‌شود.
- منطقه سوم، محل سکونت باستانی کاناک‌ها می‌باشد. در این محل دو عنصر برای ساخت کلبه وجود دارد یکی سنگ و دیگری درخت‌های بلند نارگیل.
- منطقه چهارم، جنگلی مقدس مختص روح و مرگ می‌باشد این محل منطقه ممنوعه است دروسط این جنگل که درخت بزرگ و سرسبزی به نام بانیان قرار دارد. آن درخت ریشه‌های خودرو دارد که این نکته را بیان می‌کند، پس از مرگ انسان به حیاتی دوباره می‌رسد و بدین ترتیب مرگی وجود نخواهد داشت.
- منطقه پنجم، تجدید حیات نام دارد. حفره‌ای در روی این سنگ قرار دارد که از درون حفره دیدی به سمت دریا داریم، تجسم می‌کند روحشان پس از مرگ این نگاه را دنبال می‌کنند و پس از عبور از این حفره به دنیایی که از آن زاده شدند برمی گردند.[۳]

### اولین فستیوال
پیش در آمد این مرکز فرهنگی اولین فستیوالی بود که در سال۱۹۷۵ در نیوکالادونیا برگزار شد که هدفش بزرگداشت فرهنگ کاناک بود. فستیوال سال ۲۰۰۰ ملانزیا نیز در همان محل کنونی مرکز برگزار شد. این مرکز به نام" طرح نمادین سیاسی" نیز نامگذاری شده که طی تحقیقات بسیار وزحمات فراوان تحول و تکامل یافته‌است.
جنبه دیگر عرف ساختمان‌سازی در کاناک این است که با مفهوم بنای دائم همساز نیست. گذشتگان در نوعی خانه‌های موقت با مصالحی که در دسترس داشتند و در همان منطقه یافت می‌شده زندگی می‌کردند. مصالح می‌بایست گهگاهی در اب و هوای ان منطقه که نیمه حاره‌ای بود عوض می‌شد. می‌بایست اسکلت چوبی بر روی پا سنگ یا ستون پایه خشتی و گلی ونیز سقفی که با پوشال و برگ و ساقه نخل و ماشوره (گالی) باشد پوشانده شود.
فرم ساختمان از جزیره به جزیره دیگر متفاوت بوده‌است. غالباً پلان‌ها مدور و در ارتفاع عمودی مخروطی شکل بوده‌اند. آنان خانه‌ها را به صورت گروهی با خانه رئیس و سرپرستان در انتهای یک معبر عمومی باز می‌ساختند که این معبر عمومی با انبوهی از ساختمان‌های دیگر در طول دو طرف شکل می‌گرفت. این معبرها با تجمع مرکزی سایه‌ها ی درختانشان در یک راستا به نظر می‌رسیدند.
این طرح که در الگوی قدیمی ساختمان‌های کاناک دیده می‌شد در مرکز فرهنگی پیانو و همکارانش مورد قبول قرار گرفت. یک مفهوم مهم که بعد از بررسی در کارگاه ساختمانی بدنبال پیروزی پیانو در رقابت ساختمان‌سازی مرکز هنری تکامل و تحول یافت ایده مناظر طبیعی و چشم‌اندازها بود که می‌بایست در اطراف هر ساختمان ایجاد شود. برای این منظور پوششی گیاهی سرتاسر مسیری که ساختمان‌ها را احاطه می‌کند می‌پوشاند اما ساختمان را از مرداب جدا می‌کند. این چشم‌انداز جذابیت زیادی برای مردم کاناک در روز افتتاحیه ایجاد نمود. راه ورودی که به سمت مسیر اصلی ساختمان‌ها می‌رود در سه چهارم از مسیر محل خوبی برای پیاده‌روی ایجاد کرده‌است.
یک منتقد و تحلیل گر ساختمان می‌گوید :" استفاده از چشم اندازهای طبیعی برای معرفی ساختمان بسیار هوشمندانه بوده‌است". این شیوه‌ای است که برای مردم کاناک ملموس می‌باشد.

## توصیف مجموعه

بخشی از مجموعه

### طرح کلی
عنصر اصلی این روستاها، فضای باز و مشترک بین کلبه‌ها است، دیواری گیاهی برای مشخص نمودن حدود ملک می‌باشد، کلبه رئیس ده در مرکز روستا واقع شده و کلبه رئیس‌های کوچکتر در اطراف، کلبه مرکزی قرار دارند. طرح رنزو پیانو، در کل ده واحد یک شکل و با سه اندازه متفاوت که در مکانی بین دریا و مرداب که دارای پس زمینه جنگلی و کوهستانی می‌باشد. سه قطعه زمین در امتداد سراشیبی ملایم به سمت مرداب که پوشش گیاهی بکری دارد به سه نیمه روستا تقسیم شد. پیانو به جای مقابله با نیروی باد و خورشید از آن‌ها به‌طور بهینه استفاده کرد.
این ساختمان‌ها هم به نظر باستانی و قدیمی آیند و هم بسیار مدرن و آینده نگر. در این ۱۰ واحد، چهار واحد کوچک با قطر ۹ متر و ارتفاع ۱۸ متر، سه واحد متوسط با قطر ۸ متر و ارتفاع ۲۲ متر، سه واحد بزرک با قطر ۱۳٫۵ متر و ارتفاع ۲۸ متر.
حجم این ساختمان‌ها مانند کلبه‌های کوچک به روز در آمده می‌باشد، به‌طوری‌که یادآور فرهنگ بومی کاناک‌ها و کلبه هایشان می‌باشد. دراطراف هر کدام از این واحدها، دو ردیف عمودی رگه چوبی قرار دارد، ردیف داخلی وزن سقف را تحمل می‌کند و سمت بالا بلند شده و تا بیرون از سقف هم امتداد پیدا می‌کند. ردیف خارجی با انحنایی به سمت بالا رفته و اندازهٔ آن با توجه به قطر واحدها متفاوت است و ردیف خارجی ارتفاعش از ردیف داخلی بیشتر می‌باشد.
این رگه‌های چوبی دارای شکل ۶ ضلعی هستند که دو به بالا به تدریج باریک تر می‌شوند.
این ده ساختمان در برابر طوفان‌های موسمی به وسیله سرپوشی بر روی رگه‌های چوبی از جنس فولاد به پی پیچ و مهر شده‌اند.
پنجره‌های ثابت و کرکره‌ای که بر روی صفحات چوبی سوراخ دار قرار دارند باعث ورود هوا به داخل ساختمان و تنظیم آن می‌شود .

### نما
این مجموعه کامل در حد ۲۵۰ متر در طول سه تیغ بلند پنینسولا که دماغه‌ای به طرف جنوب شرقی اقیانوس آرام است با یک قرارگیری بسیار زیبای طبیعی کشیده شده‌است. این آرایش شامل ۱۰ واحد به نام کیس یا کلبه پاویلیون می‌باشد که در سه گروه یا دهکده قرار گرفته‌اند با یک کلبه بلند (برزگترین آن ۲۸ متر بلندی دارد) در هر دسته که نمایشگر کلبه سنتی سرپرست ورهبران کاناک می‌باشد. مسیر اصلی مرکز فرهنگی شامل تعدادی مسیرهای راه پیمائی سر پوشیده/ فضاهای سبز/ اتاق‌های بیرونی و باغ‌هایی است که توسط پاویلیون‌ها و نیز ساختمان‌های کوچک اداری بهم وصل می‌شوند. ساختمان‌ها ی اطراف محور اصلی یک محتوای سمبلیک یا نمادین کاناک‌ها را دارد. تمام کلبه‌ها با سایزها و عملکردهای مختلف ولی با فرم یکپارچه از ساختارهای پوسته‌ای مانند در وضعیت عمودی تشکیل شده که شباهت به کلبه سنتی دهکده کاناک را دارد. این کلبه‌ها که در یک ردیف پشت سر هم در طول مسیر مستطیلی نظم یافته‌اند از انحنای ملایم و تدریجی پنینسولا تبعیت می‌کند. این مجموعه یک اثر کامل و بی‌همتای فرهنگی است که در مرکز فرهنگی هنری با استفاده از تکنولوژی چوب و چوب بادوام آیروکو ساخته شده‌است. تأثیر کلی آن شباهتش به یک مجموعه کامل متجانس و بی‌نظیر است. یک ساختار چوب ورقه‌ای که با معماری مهندسی در امیخته برای استفاده در هر زمان مناسب است. مرکز فرهنگی به عنوان "شاهکاری کامل و عمیقاً تأثیر گذار" به عنوان مثالی عینی و زمینی از یک تعبیر جدید از مدرنیته" توصیف می‌شود. این نما از جهت بادهای غالب شرقی تأثیر می‌گیرد و ساختار آن به‌طور کلی به گونه‌ای ساخته شده که از باد بهرهٔ کامل بگیرد و نیز به گونه‌ای جهت یابی شده که نور خورشید و گرما ی جذب شده ان را کنترل نماید. سطح منحنی خارجی کلبه‌ها در تماس مستقیم با جهت موافق باد و دریای خروشان آرام است درحالیکه قسمت پشت به باد آن به قسمت مرداب آرام می‌باشد. نور خورشید ساختمان بنا را احاطه می‌کند و یک الگوی سایه را بطوردائم در طول لوور و بخش تخته‌های فلزی بدنهٔ کیس می افکند.
جنبه دیگر طراحی مربوط به مسیرهایی است که به کیس‌ها وصل می‌شود و این راه‌ها به گونه‌ای پوشش داده شده‌اند که بازدید کنندگان در منطقه به راحتی قدم می‌زنند و دما ی متوسط منطقه ۲۳- ۲۰ درجه سانتیگراد از ماه آوریل تا آگوست و ۲۷- ۲۵ درجه سانتیگراد از سپتامبر تا مارچ می‌باشد. طرف اصلی راه‌ها با دیوار پوشش داده نمی‌شود چون که مانع جریان هوا می‌شود و راهرو یا دالان را غیرقابل تحمل می‌کند. اگر چه جایی که راه‌ها به طرف نور مستقیم باز هستند لوور نصب شده‌است.
چشم انداز نمای کیس در وسط کاج‌های جزیره نورفولک است که به بلندی کیس‌ها می‌باشد. درختان کوچکتر در منطقه نزدیک بخش‌های اصلی کوچکتر غرس شده‌اند. این نما یک چشم‌اندازبومی گیاهی ارائه می‌کند :در باغ خوراک ملانزی گیاه تارو که بومی گرمسیری است و نیز سیب زمینی هندی که بومی حاره و استوا است پرورش داده می‌شود. راههایی که به طرف گریت هوس می‌روند با درختان کاج مطبق و کاج ستونی و درخت نارگیل تزیین شده‌اند.

### مصالح ساخت
مصالح بکار برده شده در این ساختمان چوب لایه لایه ایروکو و چوب طبیعی، بتن، مرجان (بسد)، قالب‌های آلومینیومی، پانل‌های شیشه‌ای، پوست درخت و فولاد ضدزنگ است.
جنس رگه‌های چوبی این بنا از چوب ایروکو می‌باشد. این چوب بسیار محکم است و مقاومت بالایی در مقابل موریانه‌ها، حشرات، قارچ‌ها و کپک‌ها دارند و احتیاجی به رنگ و روغن ندارد و به رنگ خاکستری نقره‌ای که شبیه فولاد گالوانیزه است، می‌باشد. این تیرهای چوبی استفاده شده در تمامی بنا از کشور آفریقاکه متعلق به مناطق گرمسیر آفریقا تانزانیا –سیرالئوناست، وارد شده‌است. تمامی قاب‌های این صندوقچه‌ها در فرانسه به صورت پیش‌ساخته ساخته شده و سپس در سایت برپا شده‌است.
به قسمت خارجی کلبه‌ها نمای قدیمی داده شده در حالی که قسمت داخلی آن‌ها فضای مستطیلی یا راست گوشه دارند و تمام مشخصات سازگاری تکنولوژی مدرن در آن دیده می‌شود. فضای داخلی کلبه بدون در نظر گرفتن ستون مرکزی به دست آمده و از طرح کلبه‌های سنتی کاناک دور شده‌است. در طراحی دایره وار بدنهٔ کلبه‌ها نسبت ارتفاع به قطر کاهش پیدا کرده که این باعث فضای بیشتر و نیز تهویه فعال می‌شود. این موضوع با تست‌های تونل باد تأیید شده‌است. کیس‌ها شیارها یا میله‌ها ی محدب بزرگی دارد که از تخته‌های باریک چوب و اتصالات فولاد ساخته شده‌اند و به عنوان وسیلهٔ کنترل آب و هوا عمل می‌کنند. شیارها ی خارجی مجموعه‌ای از تخته‌های باریکی است که به شیارهای عمودی مستقیمی متصل شده‌اند و با یکدیگر تشکیل قسمتی از ساختار را می‌دهند. میله‌ها به گونه‌ای طراحی شده‌اند که به نظر می‌رسد تکه‌ها به هم بافته شده‌اند .case سقف از صفحات آلومینیم چین داده ساخته شده و سیستم سقف مضاعف دارد که کمک به نمایش سایه‌ها می‌شود. قسمت تحتانی دیوار به وسیلهٔ قوس میله‌ها شکل می‌گیرد و دارای بادگیرهای خاصی به نام لوور یا ناکوز است. باز و بسته شدن ناکوزها به‌طور خودکار پشت سر هم به وسیلهٔ کامپیوتر کنترل می‌شود و از اصول سرعت باد پیروی می‌کند. سیستم سقف مضاعف به هوا اجازهٔ عبور از میان سقف می‌دهد. در طول فصل‌هایی که باد موسمی می‌وزد بادهایی که روی کلبه‌ها می‌وزد بسیار شدید است و انحنای مرکب یا دوتایی کلبه در مقابل باد مقاومت می‌کند و ناکوزها این عمل را با عبور دادن هوا به‌طور مستقیم از میان کیس‌ها تسهیل می‌کند.

### طراحی صندوقچه‌ها و راه‌های دسترسی به صندوقچه‌ها
درپروژه مرکز فرهنگی تجیبائو که قراربود سمبل استقلال قوم کاناک باشد، طبیعتاً رجوع به سنت بومی پیش نیاز مهمی بود. معماری این قوم به کلبه‌های چوبی پوشالی منحصر می‌شود و این خود محدودیتی بزرگ ازنظر انتخاب الگویی برای تعبیر است. محدودیت دیگر بی دوام بودن این کلبه هاست. پاسخ پیانو به این مسئله نوعی معماری است که در آن تک بنا عرض اندام نمی‌کند. تصویر مجموعه ازدوریک نشان بارز محیطی است که مکمل ومتمایزکننده منظره ساحل ازدوردست است. این تصویر ازده سازه کلبه مانند درابعاد مختلف به وجود آمده‌است. کل مرکز ازسه بخش به وجود آمده‌است که هربخش به مثابه یک دهکده بومی ومستقل است. سازماندهی پلان این بخش‌ها وفضاهای مدور آن‌ها نیز تداعی‌کننده دهکده‌های اقوام کاناک‌اند. روش ساختن سازه‌های کلبه مانند ومصالح به کاررفته درآن‌ها نیز از این فرهنگ الهام گرفته شده‌اند .
از طراحی تا ساخت این صندوقچه‌ها ممکن است با تناقضات زیادی مواجه شود، به عنوان مثال در فرهنگ کاناک‌ها تنها رئیس ده امکان دسترسی مستقیم به همه موارد در روستا را دارد که طراحی بخش پارکینگ مجموعه تحت تأثیر این امر قرار گرفت به‌طوری‌که پارکینگ نمی‌تواند در قسمت انتهایی گردشگاه واقع شود؛ ورودی به سایت از بخش شمالی جزیره می‌باشد و پارکینگ ماشین‌ها بین ورودی و نگهبانی قرار دارد. جاده عبوری برای ماشین‌ها در تفرجگاه در روی سطح زمین وجود ندارد بلکه در زیر زمین جاده‌ای را برای عبور ماشین‌ها ساخته شده‌است. بنابراین زیر این ساختمان به ظاهر ساده، یک زیرسازی بتنی عمیق و محکمی قرار دارد. بازبودن طبقه همکف برای ادغام آن با طبیعت اطرافش و اتاق‌هایی که احتیاج به محصور بودن کامل داشتند در زیر زمین قرار گرفتند.
پس از پارکینگ ماشین‌ها، جاده‌ای مسیر نگهبانی و مرکز فرهنگ را دور می‌زند که در این بین ایستگاهی برای سوار و پیاده شدن مسافرین ماشین‌ها قرار دارد. این جاده نسبتاً کوتاه می‌باشد، در انتهای آن تونل زیر زمینی قرار دارد که به زیر مرکز فرهنگی می‌رسد، از آنجا ماشین‌هایی برای رسیدن به کافه تریا و سالن تئاتر (زیر زمین این مجموعه سه طبقه می‌باشد) وجود دارد، در آنجا تعدادی ساختمان از قبیل رستوران، مهمان سرا برای محصلین و هنرمندان، یک استودیو که با سقف مسطح در ضلع جنوبی به سمت دریا قرار دارد.
در این ۳ دهکده به‌طور جداگانه، سالن تئاتر واقع است که اکثراً در آن فضاهای نمایشگاهی بر پا است. در دهکده اول تأکید بر فعالیت‌های هنری است که سه واحد به اندازه‌های متوسط، بزرگ و کوچک قرار دارد. واحد متوسط شامل بخش سمعی و بصری در طبقه همکف می‌باشد که در این واحد فرهنگ کاناک‌ها برای بازدیدکنندگان معرفی می‌شود. در سمت راست واحد متوسط، کفه تریا قرار دارد (این کافه تریا بین دهکده اول و دوم قرار د ارد) که شامل تراس نیمه سرپوشیده می‌باشد. بعد از کافه تریا، مغازه‌های فروش صنایع دستی کاناک‌ها موجود است. درست در قسمت ورودی نمایشگاه دائمی قرار دارد جائی که بازدید کنندگان بینش و آگاهی به فرهنگ کاناک پیدا می‌کند. در پاویلیون‌ها نمایش‌هایی مربوط به تاریخچه محله ومحیط طبیعی کاناک اجرا می‌شود. منطقه نمایشگاه موقت/ سالن نمایش تئاتر و به دنبال آن آمفی تئاتر با ظرفیت ۴۰۰ نفر که در قسمت گودتر از محیط اطراف قرار دارد. سالن روباز نمایش تئاتر که محل برگزاری اجراهای فرهنگی است در قسمت پشت امفی تئاتر قرار دارد.
در سمت چپ واحد متوسط واحد بزرگتر قرار دارد که در آن نمایشگاه‌های دائمی از مجسمه‌های کاناک برپا است.
در سمت چپ واحد بزرگ، واحد کوچکتر قرار دارد که در آن نمایشگاهی دائمی از مجسمه‌های منطقه اقیانوس آرام برپا است. روبروی مرداب و زیر سقف مسطح (ارتفاع آن ۶ متر می‌باشد) غرفه‌هایی برای نمایشگاه‌های موقت قرار دارد.
در دهکده دوم سه واحد به اندازه‌های بزرگ، متوسط و کوچک قرار دارد که در کل کتابخانه را در بر دارند.
در دهکده سوم سه واحد قرار دارد که دارای دو واحد کوچک و یک واحد بزرگ می‌باشد. واحدهای کوچکتر به عنوان کلاس درس کودکان استفاده می‌شود و واحد بزرگتر در بین دو واحد کوچکتر به عنوان سالن سخنرانی استفاده می‌شود.
مجموعه دهکده دوم جهت اتاق کار مورخان/ محققان و متصدیان نمایشگاه و کارمندان اداری استفاده می‌شود. پاویلون‌های جلوی این بخش اداری یک کتابخانه چند رسانه‌ای دارند. و سالن‌های این قسمت برای کنفرانس استفاده می‌شود. دهکده‌ای که در قسمت آخر مسیر و کمی دورتر از منطقه بازدید کنندگان قرار دارد شامل استادیوم است و به فعالیت‌های هنری مانند رقص/ نقاشی / مجسمه‌سازی و موسیقی اختصاص یافته‌است. در این منطقه آموزشگاهی برای بچه‌ها هم وجود دارد که به آن‌ها شکل‌های مختلف هنرهای محلی آموزش داده می‌شود.
سالن‌های نمایشگاهی مهم در عمارت بادبانی شکل کیس‌ها شامل کیس بونادو- کیس جینو –کیس مالپ – کیس اماتی و سال برتا را می‌باشد. کیس بونادو که یک مکان سنتی گرد همائی است جایگاه دست ساخته‌هایی است که هنرمندان منطقه خلق کرده‌اند و این دست ساخته‌ها رابطهٔ بین گروهای قومی منطقه آرام را با سنتها و اعتقادات و آئین و رسومی که در زندگیشان حکم فرما بوده نشان می‌دهد. یک مجموعه جدید که در ماه مه ۲۰۰۸ به عنوان امانت از موسی دوکوا برانلی دریافت شد ۱۶ آیتم را از اواخر قرن ۱۸ تا اوایل قرن ۲۰ به نمایش می‌گذارد که به شکل آثار تاریخی از مجسمه‌ها و ابزار کاناک می‌باشد و میراث غنی کاناک را عرضه می‌کند اگر چه از موزه‌های دیگر به امانت گرفته شده‌اند. کیس چینو دارای ۶ نمایشگاه است که به عنوان روح اقیانوسیه می‌باشد و مبدأ دنیا/ انسان‌ها و زیستگاه آنان را در منطقه ارام به تصویر می‌کشد.
کیس مالپ آثار هنری در مورد زندگی و کار جین ماری تیجیبائو رهبر مذهبی و پر جذبه جنبش استقلال کسی که فعالیت تأسیس مرکز فرهنگی کاناک را آغاز کر در خود جای می‌دهد د. آثار هنری در نمایشگاه در تمام ایام سال به‌طور متناوب عر ضه می‌شود و نمایشگاه موقت قسمتی از این مجموعه است. این مرکز ۲ کارگاه آموزشی هنرمندان دارد که به‌طور عمد ظاهری ناتمام دارند تا یادآور آن باشد که فرهنگ کاناک هنوز در پروسه تکامل است ایده‌ای که رهبر مرحوم کاناک در ذهن داشت و الهام بخش تأسیس این مرکز بود. این مجموعه شامل بخش هنرهای تجسمی و نمایشگاه‌های کارهای هنری می‌باشد که به منظور و پیشرفت خلاقیت هنر تجسمی معاصر کاناک است.
سازمان هنرهای معاصر کاناک و اقیانوسیه در سال ۱۹۹۵ ایجاد شد و شامل پیش از ۶۰۰ اثر معاصر از استرالیا و جزایر اقیانوس آرام که شامل نیو کالیدنیو است می‌باشد.

## بررسی علت پایداری مجموعه

### آزمون تونل باد
مسئله اقلیم که به‌طورموازی با تحقیق در مورد ساختمان‌های سنتی و انجام آزمایش‌های پیشرفته بر ماکتهایی درابعاد مختلف وخصوصاً آزمون تونل باد دنبال می‌شد مبنای این قرارداده شد :که از باد برای کنترل دمای دیوار دوجداره بیرونی ونیز تهویه طبیعی فضای داخل استفاده شود. در واقع آزمون تونل باد نشان داد، فاصله بین دو رگه‌ها داخلی و خارجی باعث تهویه طبیعی ساختمان می‌شود. در ضمن تهویه طبیعی برای تمام این ده ساختمان یکی است و فقط در مقدار نور با هم فرق می‌کنند مثلاً کافه تریا بیشترین نور و اتاق سمعی بصری کمترین نور را دارد.

### استفاده از سقف دو جداره
در این آب و هوا جنس و نوع سقف خیلی مهم می‌باشد، استفاده از سقف دو جداره باعث اختلاف چشمگیری در دمای داخل و خارج ساختمان شده‌است. دمای خارجی سقف بیش از ۵۰ درجه سانتیگراد اندازه‌گیری شده‌است به‌طوری‌که هوای بالای سقف داخلی در حدود ۳۰ درجه سانتی گراد می‌باشد فاصله بین دو سقف باعث جریان هوا می‌شود؛ جنس آلومینیومی سقف، پرتوهای حیات بخش خورشید را بر روی نما و ستون‌ها پراکنده می‌کند که در روح بخشی به ساختمان تأثیر بسزایی دارد.

### تهویه طبیعی
تهویه از طریق واردکردن جریان هوای خنک دربخش فوقانی بنا انجام می‌شود. صندوقچه‌ها طوری طراحی شده‌اند تا بادهایی راکه تقریباً همیشه از یک جهت می‌وزند دریافت کنند وپیوسته دمای داخلی راطوری کاهش دهند که هوای گرم مدام تخلیه شود. بدیهی است که این سازه‌ها طوری طراحی شده‌اند که دربرابر هر رخداد اقلیمی، به ویژه طوفان‌های گرمسیری تاب آورند .

### استفاده از سازه دو لایه
سازه این ساختمان‌ها دو لایه است و خلا بین دو جداره، ابزاری ارزشمند برای خنک کردن و تهویهٔ فضای داخلی محسوب می‌شود.

### استفاده از دیواره لایه لایه قوس دار
استفاده از دیواره چوبی لایه لایه در بدنه خارجی ساختمان در مسیر باد غالب، به صورت قوسی باعث کنترل باد غالب شده‌است.

## نگارخانه

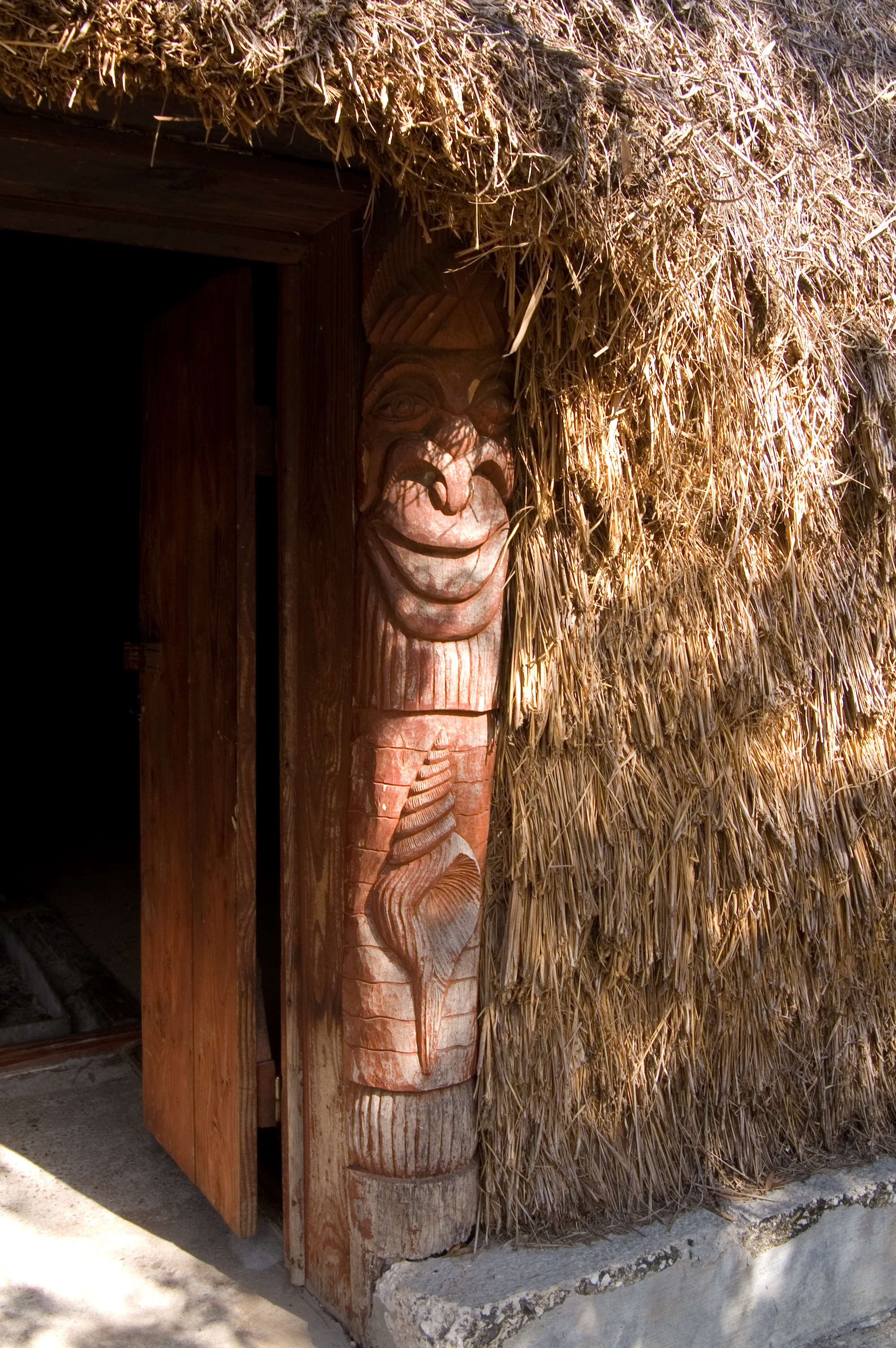
جزئیات خانه کاناک‌ها
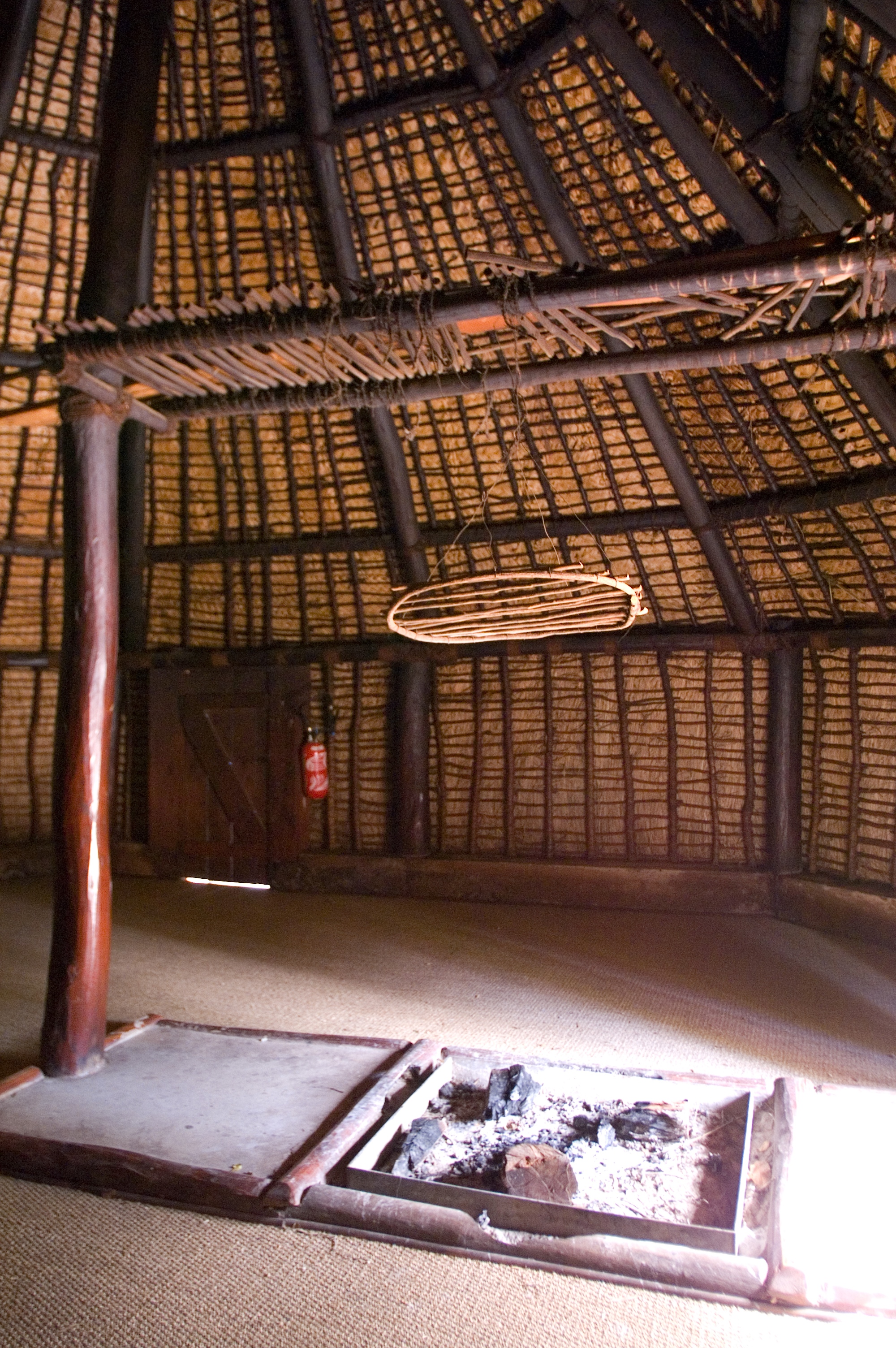
دید از داخل خانه کاناک
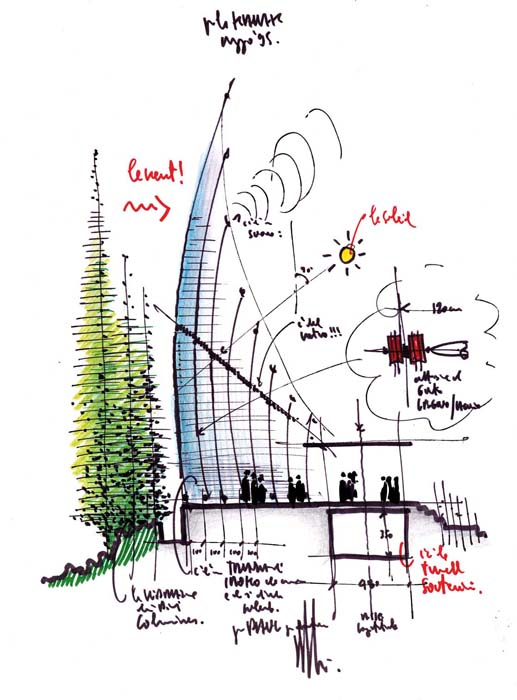
Drawing by Renzo Piano
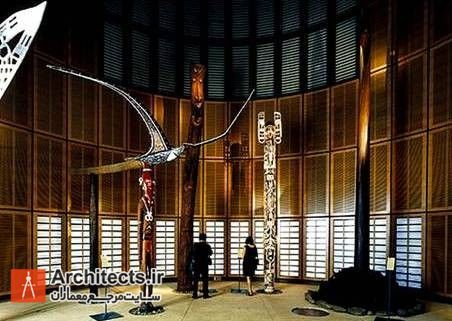
نمایشگاه سنن مردم کاناک
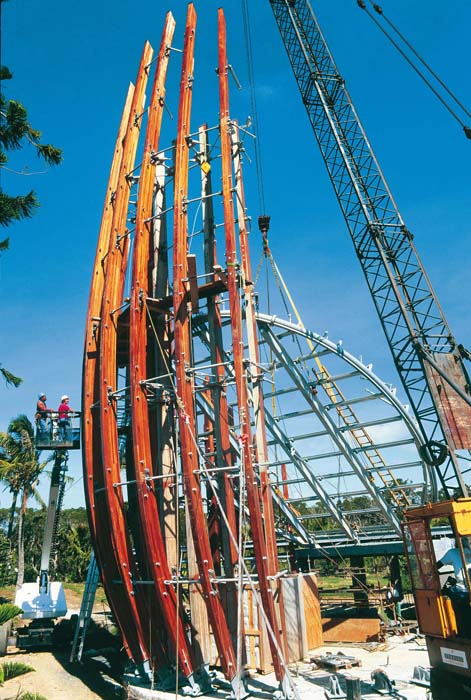
برپا کردن سازه دیوار بنا
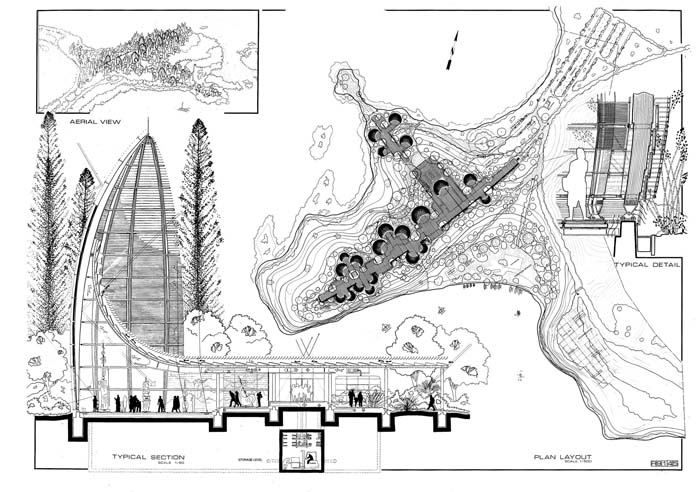
مرکز فرهنگی ژان ماری تجیبائو